# Punjab Stadium
Punjab Stadium (en pendjabi et en ourdou : پنجاب سٹیڈیم) est le stade principal de l'équipe du Pakistan de football.
Construit en 2003, il est situé à Lahore dans le Pendjab et a une capacité de 10 000 places,.